# Румер, Мария Александровна
Мария Александровна Румер (урождённая Мария Абрамовна Гуревич; 26 сентября (8 октября) 1888, Харьков — 23 июня 1981, там же) — советский педагог-методист в области музыкального образования, кандидат искусствоведения (1935).

## Биография
Окончила Музыкальное училище Е. и М. Гнесиных в 1907 году, а в 1913 году Институт музыки и ритмики в Хеллерау (Германия) у Э. Жак-Далькроза. В 1919—1921 годах — заведующая секцией внешкольного образования Народного комиссариата просвещения РСФСР, в 1924—1932 годах — член Учёного совета Наркомпроса РСФСР. В 1919—1924 годах работала в Институте ритмического воспитания в Москве. С 1924 года преподавала ритмику и методику ритмики в Московской государственной консерватории (с 1930 года — заведующая отделом социального воспитания и декан музыкально-педагогического факультета). С 1944 года — в научно-исследовательском институте художественного воспитания Академии педагогических наук РСФСР (в 1946—1969 годах — заведующая отделом музыкального искусства).
М. А. Румер была одним из организаторов массового музыкального воспитания в СССР, в особенности ритмического воспитания детей. Созданная ею методика (система Румер) включала широкий спектр приёмов для раскрепощения личности учащихся, раскрытия их творческого потенциала и введения учеников в мир музыкальных образов. Музыкально-ритмическое движение рассматривалось ею как основное средство развития эмоционально-творческой сферы учащихся и как путь к постижению ими художественно-образного содержания произведения, его формы и средств выразительности. Автор ряда трудов в области музыкального воспитания детей, методических пособий для учителей и учебных пособий для учащихся, школьных учебников.

## Семья
- Отец — Александр Евсеевич Гуревич (1851—?), московский первой гильдии купеческий сын. Мать — Анна Гершоновна (Григорьевна) Эренбург (1857—1918), дочь харьковского купца первой гильдии[3]. Заключили брак 13 сентября 1883 года в деревне Григоровка Харьковского уезда (ныне в черте город Харькова)[4]. Сёстры — Сара Григорьевна Эренбург (в замужестве Гаркова, 1863—?); Фанни Григорьевна (Хая Гершоновна) Эренбург (в замужестве Райскина, 1866—?), была замужем за земским врачом Вениамином Гиршовичем Райскиным[5].
- Муж — Осип Борисович Румер, поэт-переводчик[6]. 
  - Сын — Андрей Осипович Румер (1911—2009), педагог, научный сотрудник Института методов обучения АПН РСФСР, автор учебного пособия «Измерения на местности» (с П. Я. Дорфом, М.: Издательство Академии педагогических наук РСФСР, 1957. — 430 с.; М.: Геодезиздат, 1960).
- Двоюродная сестра — Наталья Лазаревна Эренбург-Маннати, искусствовед и коллекционер русского народного искусства.
- Двоюродные братья — писатель Илья Григорьевич Эренбург, художник Илья Лазаревич Эренбург и историк-китаевед Георгий Борисович Эренбург.

## Публикации
- Музыкальная грамота на основе пения. М.: Работник просвещения, 1927. — 110 с.
- Из опыта работы по музыке и ритмике в детском саду. М.: Отдел О. П. У. Главсоцвоса, 1926. — 38 с.
- На летней площадке: 30 песен и ритмических игр с методическими указаниями. М.: Государственное издательство, Музыкальный сектор, 1928. — 44 с.
- 50 игр с пением для детей от 3-8 лет. С методическими указаниями. М.: Народный комиссариат просвещения РСФСР, 1930. — 64 с.
- Сборник песен с ритмическим оформлением (с соавторами). М.: Музгиз, 1933. — 72 с.
- Сольфеджио. Часть 1. Одноголосие. Учебное пособие для педагогических училищ. М.: Учпедгиз, 1949, 1952 и 1956. — 96 с.
- Сольфеджио. Часть 2. Первоначальное двухголосие. Учебное пособие для педагогических училищ. М.: Учпедгиз, 1949, 1952 и 1956. — 103 с.
- Методика преподавания пения в школе. М.: Издательство Академии педагогических наук РСФСР, 1952. — 348 с.
- Из опыта музыкальной работы со школьниками. Сборник статей / Под ред. М. А. Румер. М: Издательство Академии педагогических наук РСФСР, 1952. — 80 с.
- Книга по пению: Пособие для учителя 1-го класса. М.: Издательство Академии педагогических наук РСФСР, 1955. — 72 с.
- Музыкальное воспитание и обучение в школе (с соавторами). М.: Издательство Академии педагогических наук РСФСР, 1955. — 104 с.
- Уроки пения в V—VI классах. В помощь учителю / Е. Я. Гембицкая, В. А. Дышлевская, М. А. Румер. М.: Издательство Академии педагогических наук РСФСР, 1957. — 119 с.
- Начальное обучение пению. Сборник статей / Под ред. М. А. Румер и Н. Д. Орловой. М: Издательство Академии педагогических наук РСФСР, 1960. — 72 с.
- Таблицы по нотной грамоте. Пособие для учителей начальных классов. М.: Музгиз, 1960.
- Книга по пению: Для первого класса. М.: Издательство Академии педагогических наук, 1960, 1970. — 103 с.
- Уроки пения в пятом и шестом классах (с соавторами). 2-е изд., испр. и доп. М.: Издательство Академии педагогических наук РСФСР, 1960. — 119 с.
- Вопросы системы обучения пению в I—VI классах. Сборник статей / Под ред. М. А. Румер. М.: Издательство Академии педагогических наук РСФСР, 1960. — 251 с.
- Пение. Учебник для второго класса / С. Благообразов, К. Грищенко, М. Румер. М.: Музгиз, 1961, 1970. — 112 с.
- Таблицы по нотной грамоте: V—VI классы. М: Музгиз, 1962. — 24 с.
- Пение: Учебник для четвёртого класса. М.: Музыка, 1963, 1964, 1965, 1966, 1967, 1968, 1970, 1971 и 1972 . — 112 с.
- Методические указания к учебнику пения для IV класса. М.: Музгиз, 1963. — 35 с.
- Таблицы по нотной грамоте: Пособие для учителей начальных классов. М.: Музгиз, 1963. — 40 с.
- Методические указания к учебникам пения I—IV классов. М.: Музыка, 1968. — 162 с.
- Музыка: Книга для второго класса. М.: Музыка, 1972. 1973, 1974, 1975, 1976, 1977 и 1978. — 112 с.
- Музыка: Книга для первого класса. М.: Музыка, 1973, 1974, 1975, 1976 и 1977. — 112 с.
- Музыка: Книга для 4-го класса. М.: Музыка, 1974, 1975, 1977, 1978 и 1979. 112 с.
- Музыка: Книга для общеобразовательных школ. 1 класс. М.: Музыка, 1979. 112 с.
- Музыка: Книга для общеобразовательных школ. 2 класс. / М. Румер, Т. Бейдер, Л. Данилевская. М.: Музыка, 1982 и 1984. — 112 с.
- Музыка: Книга для общеобразовательных школ. 1 класс. / М. Румер, К. Грищенко, Л. Данилевская. М.: Музыка, 1982 и 1984. — 112 с.
- Музыка: Книга для общеобразовательных школ. 4 класс. / М. Румер, Е. Домрина, Н. Куликова. М.: Музыка, 1982 и 1984. — 112 с.